# Palmar de Varela (kommun)
Palmar de Varela är en kommun i Colombia.   Den ligger i departementet Atlántico, i den norra delen av landet, 700 km norr om huvudstaden Bogotá. Antalet invånare är 23 674.